# Pomponio Leto
Julio Pomponio Leto (Julius Pomponius Laetus en latín) fue un anticuario, filólogo y autor humanista nacido en Teggiano en 1428 y muerto en Roma en 1498.

## Vida y Obra
Hijo ilegítimo de Giovanni Sanseverino, príncipe de Salerno (su apellido "Pomponio Leto" es un seudónimo). Muy joven marchó a Roma (1450), en donde adquirió una gran reputación por su talento y elocuencia; sucedió como profesor de Bellas Artes a Lorenzo Valla y trabó amistad con Teodoro Gaza; también fundó una Academia en esa ciudad para el estudio de las antigüedades. Poseía grandes conocimientos acerca de la Roma antigua, produciendo numerosas obras que incluyen un compendio histórico de los emperadores romanos y bizantinos, además de un comentario a Virgilio. Los hombres de letras que componían esta sociedad reemplazaron su nombre de pila y apellidos por nombres antiguos, y probablemente hubieron de permitirse en sus conversaciones hacer entre las instituciones antiguas de los romanos y las políticas modernas comparaciones que en nada favorecían al papa Paulo II. Este pontífice veía con recelo esas pacíficas reuniones literarias cuyos integrantes (muchos de ellos clérigos), a juicio suyo, atacaban la religión y conspiraban contra su jefe, y entregó a la tortura y mandó encarcelar a varios académicos en 1468. Pomponio, que estaba en Venecia, fue llevado a Roma bajo los cargos de sodomía y escribir poesía homosexual.
En 1471 Sixto IV le permitió volver a su cátedra. Apasionado por las antigüedades, Pomponio dejó obras de una erudición profunda. Su entusiasmo por la Roma antigua le llevó a la exageración, hasta el punto de celebrar con religiosa exactitud el aniversario de la fundación de Roma. A veces se le encontraba en las calles con una linterna en la mano como Diógenes de Sinope. Sus padres, después de haberle abandonado y casi olvidado, le invitaron a que volviese a su casa, cuando se hizo célebre, obteniendo de Pomponio la siguiente contestación: 

Pomponius Lœtus cognatis et propinquis suis salutem quod petitis fieri non potest. Vale.

Sus escritos fueron colecionados y publicados con el título de Opera Pompinii Lœti varia. También fue autor de tratados De jurisperitis; De sacerdotiis; De Romanorum magistratibus; De legibus, etc.
Laetus fue una persona querida por la sociedad romana de su época y muy respetado en vida. A su muerte, el papa Alejandro VI envió a sus cortesanos para que dieran escolta al cadáver. Al funeral, celebrado en la Basílica de Santa María en Aracoeli, asistieron cuarenta obispos y todos los embajadores extranjeros.